# Lega doganale
La Lega doganale è stata un tentativo di unione doganale tra gli Stati italiani preunitari – promosso da Papa Pio IX nel 1847 – volto a realizzare l'unificazione economica (e in prospettiva politica) dell'Italia in senso federale.

## Il progetto
«Fin da quando i tre governi di Roma, Torino e Firenze formarono la Lega doganale fu loro pensiero di addivenire ad una Lega politica, che fosse come il nucleo cooperatore della nazionalità italiana, e potesse dare all’Italia quell’unità di forza che è necessaria alla difesa interna ed esterna ed allo sviluppo regolare e progressivo della prosperità nazionale. Il quale intento non potendosi ottenere in modo compiuto e permanente, se la indicata Lega non prende la forma di una Confederazione di stati, i tre governi suddetti: costanti nel proposito di ridurre a pieno effetto il loro divisamento, e proclamare in faccia all’Italia e all’Europa che esiste fra loro la predetta Confederazione, come altresì per istabilire le prime basi della medesima, deputarono a loro plenipotenziari:
Sua Santità ecc.

S. M. il re di Sardegna, ecc.

S. A. imperiale e reale il gran duca di Toscana, ecc.
I quali scambiati i loro pieni poteri, ecc. 

Convennero fra di loro nei seguenti articoli, che riceveranno valore di formale trattato dopo la ratifica delle altre parti contraenti:
1. Fra gli stati della Chiesa, del re di Sardegna e del gran duca di Toscana è stabilita perfetta Confederazione, colla quale, mediante l’unità di forze e d’azione, sieno guarentiti i territori degli stati medesimi, e sia protetto lo sviluppo progressivo e pacifico delle libertà accordate e della prosperità nazionale.
2. L’augusto ed immortale pontefice Pio IX, mediatore ed iniziatore della Lega e della Confederazione, ed i suoi successori ne saranno i presidenti perpetui.
3. Entro lo spazio di un mese dalle ratifiche della presente Convenzione, si raccoglierà in Roma una rappresentanza dei tre stati confederati, ciascuno de’ quali ne invierà tre, e verranno eletti dal potere legislativo, i quali saranno autorizzati a discutere e stabilire la Costituzione federale.
4. La Costituzione federale avrà per iscopo di organizzare un potere centrale che dovrà essere esercitato da una Dieta permanente in Roma, i cui uffici principali saranno i seguenti: a) Dichiarare la guerra e la pace; e tanto pel caso di guerra, quanto in tempo di pace ordinare i contingenti de’ singoli stati necessari tanto all’esterna indipendenza, quanto alla tranquillità interna; b) Regolare il sistema delle dogane della confederazione, e far l’equo comparto delle relative spese ed entrate fra gli stati; c) Dirigere e stipulare trattati commerciali e di navigazione con estere nazioni; d) Vegliare alla concordia e buona intelligenza fra gli stati confederati e proteggere la loro uguaglianza politica; esistendo nel seno della Dieta una perenne mediazione per tutte le controversie che potessero insorgere fra di essi; e) Provvedere all’uniformità del sistema monetario, de’ pesi e delle misure, della disciplina militare, delle leggi commerciali; e concertarsi cogli stati singoli per arrivare gradatamente alla maggiore uniformità possibile anche rispetto alle altre parti della legislazione politica, civile, penale e di procedura; f) Ordinare e dirigere, col concorso e di concerto coi singoli stati, le imprese di universale vantaggio della nazione.
5. Rimarrà libero a tutti gli altri stati italiani di accedere alla presente Confederazione.
6. Il presente trattato sarà ratificato dalle alte parti contraenti entro lo spazio di un mese e più presto se sarà possibile».

Dato a Roma, addì 15 agosto 1848
Il progetto di Lega doganale italiana di papa Pio IX prevedeva che gli Stati italiani preunitari – mantenendo la propria sovranità ed autonomia politica – si unissero in un accordo economico e commerciale volto a favorire la loro integrazione economica. L'accordo avrebbe comportato la caduta delle barriere doganali e l'adozione di una tariffa doganale comune, che avrebbe così semplificato il commercio e lo sviluppo economico all'interno degli Stati aderenti.
Il progetto di Pio IX si ispirava direttamente allo Zollverein tedesco, il quale fu costituito nel 1834 e contribuì in maniera determinante all'unificazione federale della Germania nel 1871. Il fine implicito della Lega doganale era pertanto quello di avviare un processo di integrazione economica e materiale che avrebbe avuto come esito inevitabile e naturale l'unificazione politica federale degli Stati aderenti per mezzo della creazione di una Confederazione politica.
La Lega avrebbe pertanto rafforzato l'integrazione economica degli Stati pre-unitari riducendo l'influenza dell'Austria sulla penisola italiana, senza peraltro escluderla. Il progetto a lungo termine di Pio IX era infatti quello di convincere l'Austria a fare del Lombardo-Veneto un Regno separato con a capo un principe austriaco iniziatore di una dinastia indipendente, sul modello di quanto era avvenuto per il Granducato di Toscana durante le guerre di successione nel XVIII secolo. Con la Confederazione politica si sarebbe così risolta pacificamente la «Questione italiana» sorta a seguito del Congresso di Vienna, evitando il ricorso a sanguinose guerre di indipendenza e rispettando altresì le autonomie e le differenze locali delle varie regioni italiane.

## I negoziati
Nell'agosto 1847, Pio IX incaricò mons. Giovanni Corbuli Bussi di avviare le trattative presso le corti di Firenze e Torino.
I negoziati per la stipulazione della Lega Doganale furono avviati il 25 agosto 1847 con la presentazione del progetto al Granduca Leopoldo II di Toscana. Dopo aver rapidamente ottenuto il suo consenso, Corboli Bussi proseguì per Torino, dove arrivò il 5 settembre. In seguito fu raggiunto nella capitale sabauda da un rappresentante del governo toscano.
A differenza di quanto avvenuto a Firenze, la proposta di Lega Doganale fu accolta con poco entusiasmo dal re Carlo Alberto di Sardegna; egli infatti non aspirava all'unificazione d'Italia per vie federali poiché era propenso ad una guerra aperta contro l'Austria, dalla quale il suo Regno avrebbe potuto ottenere significativi incrementi territoriali. Evitò quindi di prendere una decisione immediata, affermando prudentemente che doveva prima confrontarsi con il ministro delle finanze sulle questioni tecniche dell'operazione.
Poiché tale risposta fu annunciata e rinviata diverse volte nel tempo, mons. Corbuli Bussi (sulla base delle indicazioni fornitegli del cardinal Segretario di Stato Ferretti e a questi dal Tesoriere mons. Morichini) sollecitò a Carlo Alberto una risposta d'indirizzo politico generale circa il suo interesse a partecipare alla Lega, facendo notare come le questioni tecniche dell'operazione sarebbero state affrontate in un secondo momento, in un apposito Congresso convocato dalle parti contraenti. Tale osservazione permise di sbloccare la situazione di stallo che si era venuta a creare, e si concluse con la manifestazione di adesione da parte del Re di Sardegna.
Il 3 novembre 1847 furono quindi firmati a Torino i Preliminari della Lega Doganale tra lo Stato Pontificio, il Regno di Sardegna e il Granducato di Toscana; tale accordo prevedeva la convocazione di un Congresso destinato a regolamentare gli aspetti tecnici della Lega una volta che fosse stata ottenuta la partecipazione ad essa del Ducato di Modena e del Regno delle due Sicilie. L'adesione del Ducato di Modena, piccolo stato, era essenziale poiché avrebbe consentito la continuità territoriale da Roma al Piemonte. Esso infatti confinava sia con il Granducato di Toscana che con il Regno di Sardegna.
I rappresentanti dei tre Stati, guidati da mons. Corbuli Bussi, partirono quindi per Modena. Qui, il 10 novembre esposero il progetto al duca Francesco V. Egli pose due problemi al suo ingresso nella Lega: il duro contenzioso allora esistente con il Granducato di Toscana circa i territori di Pontremoli e Fivizzano (nell'ambito dell'attuazione del Trattato di Firenze); la necessità di confrontarsi con l'Imperatore austriaco, cui era strettamente legato da vincoli parentali e materiali.
Nonostante le trattative sembrassero destinate a buon esito, queste alla fine si conclusero a metà dicembre con un nulla di fatto. Il governo modenese si impegnò meramente a non ostacolare l'eventuale commercio di transito dei Paesi confederati. Tale insuccesso fu ascrivibile probabilmente allo scetticismo manifestato dall'Austria tramite il suo ambasciatore a Modena.
Il sostanziale fallimento delle trattative a Modena, insieme alle prime agitazioni popolari a Napoli (che fecero del Regno delle due Sicilie uno dei primo Stati in Europa interessati dai moti rivoluzionari del 1848), sconsigliarono di continuare le trattative presso il Re Ferdinando II, al quale il progetto di Lega Doganale era già stato presentato dal Nunzio mons. Garibaldi.
Il progetto di una Lega tra gli Stati italiani venne quindi forzatamente accantonato dagli eventi del 1848-1849, sebbene di esso si continuò a parlare in ambito politico-diplomatico. La Lega Doganale non deve comunque essere confusa coi similari progetti di Lega politica o militare emersi durante gli stessi anni. In particolare, nell'agosto 1848, ci fu un ulteriore tentativo la Confederazione politica Italiana, che però non ebbe esito positivo.
Il colpo finale al progetto federalista italiano fu l'assassinio di Pellegrino Rossi, capo del governo pontificio e propugnatore dell'idea federalista, avvenuto il 15 novembre 1848. Dopo il suo assassinio il Papa riparò nel Regno di Napoli lasciando un vuoto di potere. I romani invitarono inutilmente il Papa a ritornare, poi indissero elezioni a suffragio universale maschile. L'anno successivo, 78 giorni dopo la partenza del Papa, proclamarono la Repubblica Romana, che fu abbattuta dopo pochi mesi dall'intervento militare francese su richiesta del Pontefice. Pio IX non fece ritorno per circa un anno e mezzo.
Anche se non si realizzò concretamente, la Lega Doganale patrocinata da Papa Pio IX suscitò molto entusiasmo e contribuì grandemente alla diffusione generalizzata di quel sentimento nazionale italiano che animò i successivi eventi unitari. Essa in particolare è presa a modello di come si sarebbe potuto realizzare uno Stato federale italiano alternativo al modello centralistico instauratosi con il Regno d'Italia, nato nel 1861.